# Részletek az örökkévalóságból (könyv)
A Részletek az örökkévalóságból című könyv Dukay Barnabás és Ábrahám Márta által írt Johann Sebastian Bach szólóhegedűre komponált d-moll partitája (BWV 1004) nevezetes Ciaccona tételének átfogó elemzése. Alcíme: Az idő és a jellem tisztulása, a szeretet kiteljesedése, együttműködés az Égi Akarattal Johann Sebastian Bach hegedű-Ciaccona-jában. Művészettörténeti szempontból is egyedülálló felfedezés a szerzők, Dukay Barnabás és Ábrahám Márta által közölt közel 300 év porrétege alatt szunnyadó idő-kód. A könyv 2017-ben angolul (Excerpts from Eternity) és magyarul a BioBach-Music Könyv- és Zeneműkiadó gondozásában jelent meg. 

## Kiadásai
- Barnabás Dukay – Márta Ábrahám : Excerpts from eternity. The purification of time and character, the fulfilment of love, cooperation with the Celestial Will in Johann Sebastian Bach's Ciaccona for Violin; angolra ford. Mikusi Balázs, Jámbor Flóra; BioBach-Music B. and Music Publ. L.P., Bp., 2017 + CD ISBN 978-963-12-8720-2
- Részletek az örökkévalóságból. Az idő és a jellem tisztulása, a szeretet kiteljesedése, együttműködés az Égi Akarattal Johann Sebastian Bach hegedű-Ciaccona-jában; BioBach-Music, Bp., 2017
- Részletek az örökkévalóságból. Az idő és a jellem tisztulása, a szeretet kiteljesedése, együttműködés az Égi Akarattal Johann Sebastian Bach hegedű-Ciaccona-jában; 2. jav. kiad.; BioBach-Music, Bp., 2018 + CD

## Külső hivatkozások
- https://biobach.com/hu/abraham-marta-bach-chaconne-elemzes-bwv-1004-reszletek-az-orokkevalosagbol-konyv/
- https://kortarsonline.hu/aktual/zene-dukay.html
- https://papageno.hu/intermezzo/2017/05/uj-fejezet-nyilik-bach-szolohegedure-irt-muveinek-megkozeliteseben/
- https://zene-kar.hu/dukay-barnabas-es-abraham-marta-reszletek-az-orokkevalosagbol-cimu-konyvenek-ismertetese/

## Média
- Könyv trailer
- TV film